# Violetta Elvin
Violetta Elvin, född Violetta Prokhorova den 3 november 1924 i Moskva, död den 27 maj 2021 i Vico Equense, Italien, var en rysk prima ballerina. 
Elvin avlade examen vid Bolsjojbaletten 1942 och kom att dansa flera klassiska balettnummer, bland annat Svansjön och Törnrosa. Hon drog sig tillbaka 1956.